# Ben Ali Haggin
James Ben Ali Haggin III (Nova York, 20 de abril de 1882 - Nova York, 2 de setembro de 1951) foi um pintor americano de retratos e cenógrafo. 

## Vida
Neto do multimilionário James Ben Ali Haggin, ele nasceu em Nova York. Após uma extensa educação, ele começou a exibir formalmente suas pinturas em 1903. A Academia Nacional de Design concedeu a ele o Terceiro Prêmio Hallgarten de 1909 por sua pintura Elfrida. Membro fundador da Associação Nacional de Pintores de Retratos, foi eleito membro associado da Academia Nacional de Design desde 1912. Na década de 1930, Haggin transformou suas habilidades em cenografia e criou cenários para o Metropolitan Opera Ballet e o Ziegfeld Follies. 
A família de Haggin era parcialmente de origem turca. Ele se casou com Margaret Faith Robinson em 4 de novembro de 1903 na Igreja da Transfiguração, Nova York.
 

Em 1914, vários eventos importantes ocorreram na vida de Haggin. Ele se separou da esposa e passou um tempo em um sanatório. Seu avô também morreu naquele ano e Haggin herdou US $ 10 milhões da propriedade. Em 1916, casou-se com Helen Roche, atriz e dançarina que recebeu o nome artístico de Bonnie Glass. 

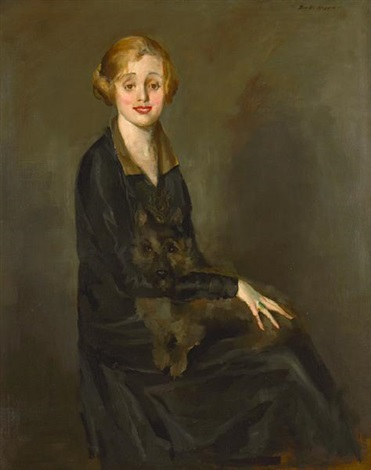
Retrato de Laurette Taylor
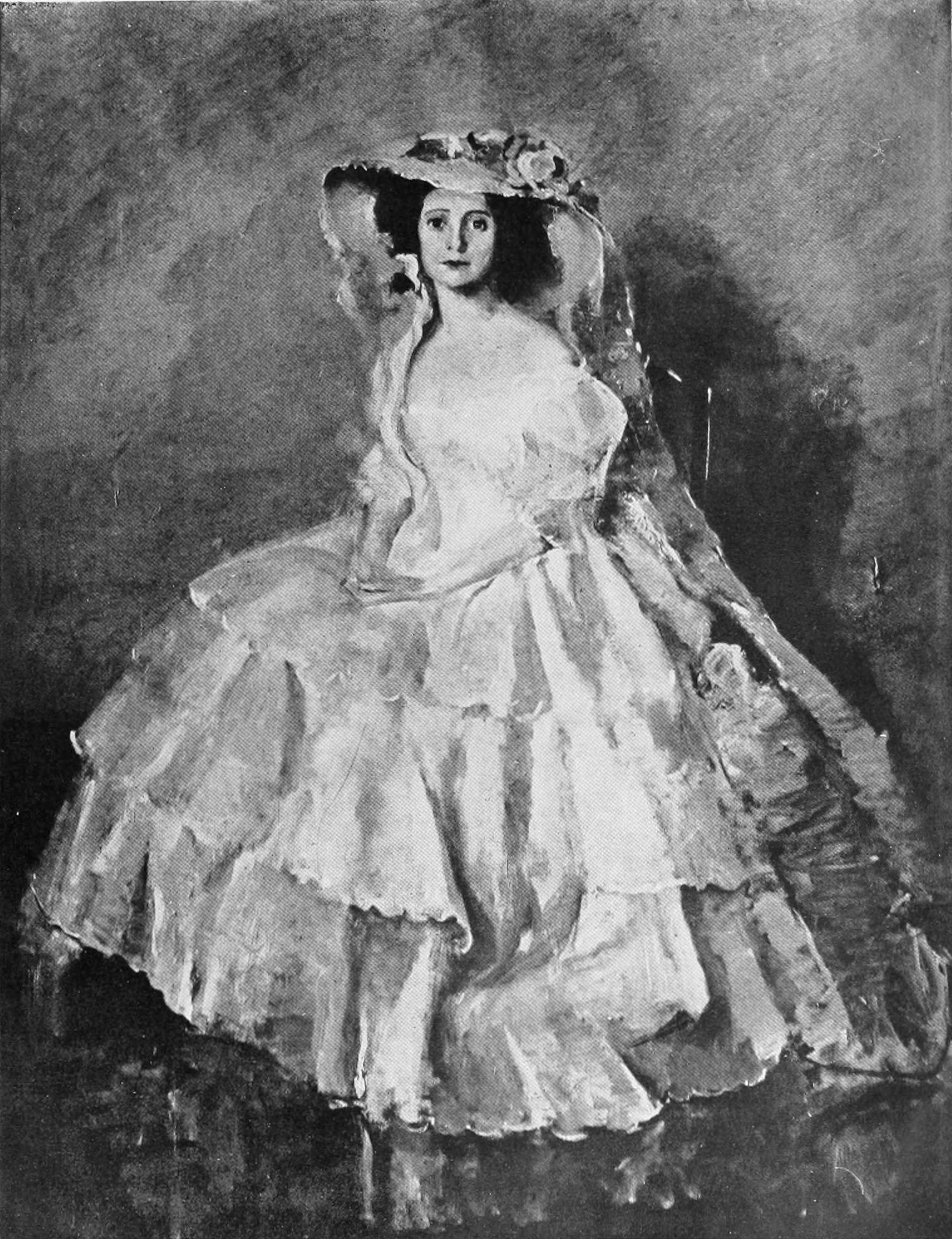
En Crinoline, um retrato de Rita Sacchetto
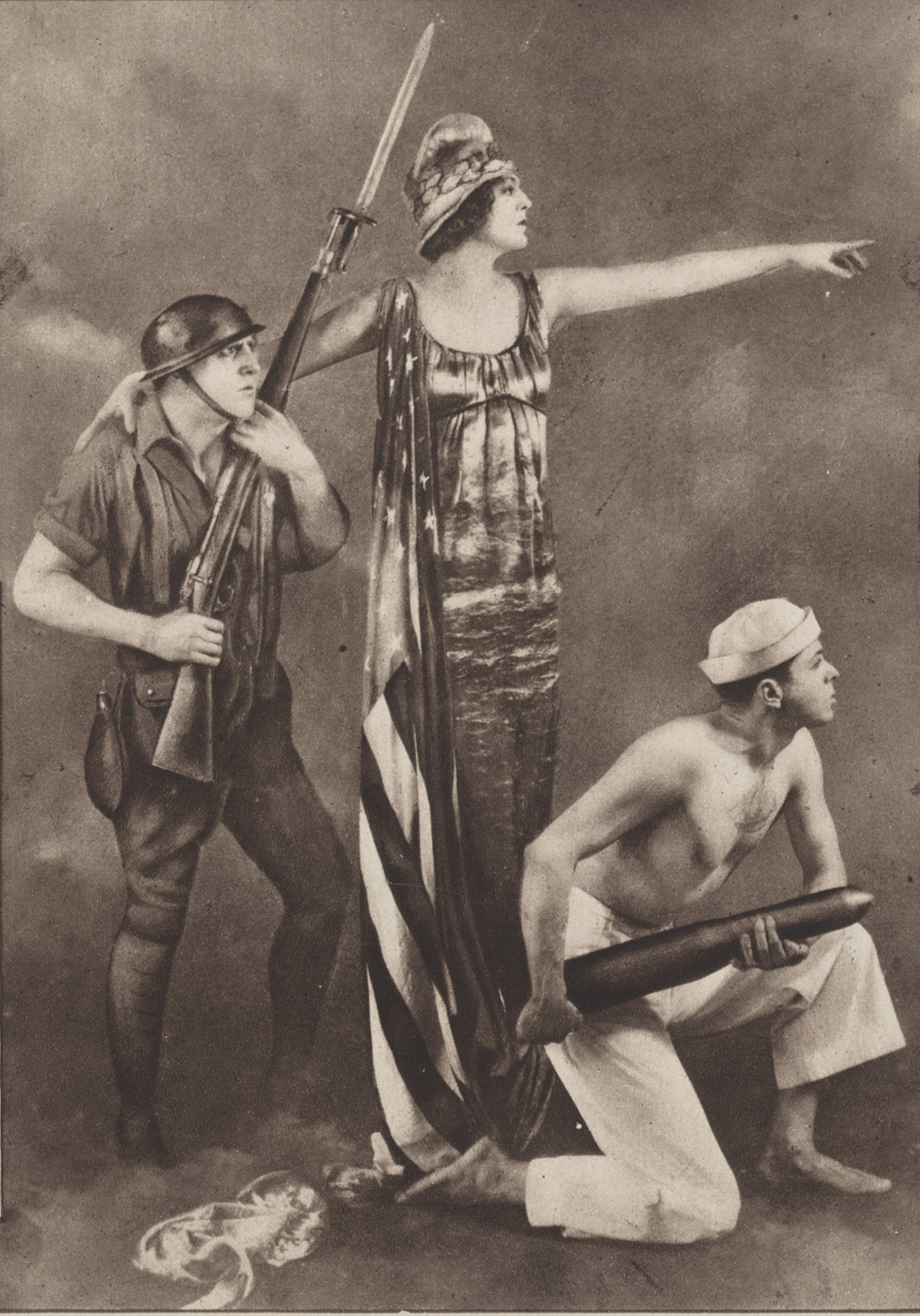
America Answers, um quadro fotográfico com Ethel Barrymore